# 잉글랜드의 주

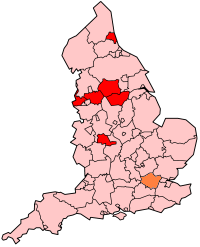
주(Shire counties)와 비도시 단일 자치주(Non-Metropolitan Unitary authorities)는 분홍색, 도시주(Metropolitan county)는 빨간색이며 그레이터런던은 주황색이다.

잉글랜드에는 세 종류의 주(County), 즉 도시주(Metropolitan county)와 비도시주(Non-metropolitan county), 전례주(Ceremonial County)가 있다. 그러나 단일 자치구(Unitary authority)라는 행정 구역이 존재하기 때문에 모든 주가 잉글랜드의 모든 지역을 관할하지 않는다.
행정 구역상 잉글랜드의 전례주(Ceremonial County)는 다음과 같이 48개 주로 나뉜다.
| 종류                | 설립 년도 | 숫자 | 행정 구역                | 인구(명)  | 면적(km2) |
| ------------------- | --------- | ---- | ------------------------ | --------- | --------- |
| 도시주              | 1974년    | 6개  | 그레이터맨체스터주       | 2,629,500 | 1,276     |
| 도시주              | 1974년    | 6개  | 머지사이드주             | 1,353,400 | 645       |
| 도시주              | 1974년    | 6개  | 사우스요크셔주           | 1,328,300 | 1,552     |
| 도시주              | 1974년    | 6개  | 웨스트미들랜즈주         | 2,655,200 | 902       |
| 도시주              | 1974년    | 6개  | 웨스트요크셔주           | 2,249,500 | 2,029     |
| 도시주              | 1974년    | 6개  | 타인 위어 주             | 1,119,600 | 540       |
| 비도시주            | 1974년    | 28개 | 글로스터셔주             | 858,300   | 3,150     |
| 비도시주            | 1974년    | 28개 | 노샘프턴셔주             | 687,300   | 2,364     |
| 비도시주            | 1974년    | 28개 | 노스요크셔주             | 1,082,000 | 8,608     |
| 비도시주            | 1974년    | 28개 | 노팅엄셔주               | 1,086,500 | 2,159     |
| 비도시주            | 1974년    | 28개 | 노퍽주                   | 862,400   | 5,371     |
| 비도시주            | 1974년    | 28개 | 더비셔주                 | 1,010,600 | 2,625     |
| 비도시주            | 1974년    | 28개 | 데번주                   | 1,143,000 | 6,707     |
| 비도시주            | 1974년    | 28개 | 도싯주                   | 714,900   | 2,653     |
| 비도시주            | 1974년    | 28개 | 랭커셔주                 | 1,449,300 | 3,075     |
| 비도시주            | 1974년    | 28개 | 레스터셔주               | 955,300   | 2,156     |
| 비도시주            | 1974년    | 28개 | 링컨셔주                 | 1,021,600 | 6,959     |
| 비도시주            | 1974년    | 28개 | 버크셔주                 | 865,100   | 1,262     |
| 비도시주            | 1974년    | 28개 | 버킹엄셔주               | 739,600   | 1,874     |
| 비도시주            | 1974년    | 28개 | 서리주                   | 1,127,300 | 1,663     |
| 비도시주            | 1974년    | 28개 | 서머싯주                 | 917,100   | 4,170     |
| 비도시주            | 1974년    | 28개 | 서퍽주                   | 719,500   | 3,800     |
| 비도시주            | 1974년    | 28개 | 스태퍼드셔주             | 1,071,400 | 2,714     |
| 비도시주            | 1974년    | 28개 | 에식스주                 | 1,737,900 | 3,670     |
| 비도시주            | 1974년    | 28개 | 옥스퍼드셔주             | 648,700   | 2,605     |
| 비도시주            | 1974년    | 28개 | 우스터셔주               | 557,400   | 1,741     |
| 비도시주            | 1974년    | 28개 | 워릭셔주                 | 536,100   | 1,975     |
| 비도시주            | 1974년    | 28개 | 웨스트서식스주           | 799,800   | 1,990     |
| 비도시주            | 1974년    | 28개 | 이스트서식스주           | 774,400   | 1,791     |
| 비도시주            | 1974년    | 28개 | 컴브리아주               | 494,300   | 6,767     |
| 비도시주            | 1974년    | 28개 | 케임브리지셔주           | 789,600   | 3,390     |
| 비도시주            | 1974년    | 28개 | 켄트주                   | 1,684,200 | 3,736     |
| 비도시주            | 1974년    | 28개 | 하트퍼드셔주             | 1,107,600 | 1,643     |
| 비도시주            | 1974년    | 28개 | 햄프셔주                 | 1,743,700 | 3,769     |
| 단일 자치구 및 기타 | 1969년    | 13개 | 노섬벌랜드주             | 312,000   | 5,013     |
| 단일 자치구 및 기타 | 1969년    | 13개 | 더럼주                   | 895,300   | 2,721     |
| 단일 자치구 및 기타 | 1969년    | 13개 | 러틀랜드주               | 38,600    | 382       |
| 단일 자치구 및 기타 | 1969년    | 13개 | 베드퍼드셔주             | 614,800   | 1,235     |
| 단일 자치구 및 기타 | 1969년    | 13개 | 시티오브런던             | 11,700    | 3         |
| 단일 자치구 및 기타 | 1969년    | 13개 | 브리스틀                 | 441,300   | 110       |
| 단일 자치구 및 기타 | 1969년    | 13개 | 슈롭셔주                 | 456,000   | 3,488     |
| 단일 자치구 및 기타 | 1969년    | 13개 | 아일오브와이트주         | 140,500   | 380       |
| 단일 자치구 및 기타 | 1969년    | 13개 | 윌트셔주                 | 661,600   | 3,485     |
| 단일 자치구 및 기타 | 1969년    | 13개 | 이스트라이딩오브요크셔주 | 602,600   | 2,479     |
| 단일 자치구 및 기타 | 1969년    | 13개 | 체셔주                   | 1,009,300 | 2,343     |
| 단일 자치구 및 기타 | 1969년    | 13개 | 콘월주                   | 537,400   | 3,563     |
| 단일 자치구 및 기타 | 1969년    | 13개 | 헤리퍼드셔주             | 179,300   | 2,180     |
| 관리상의 구역       | 1965년    | 1개  | 그레이터런던             | 7,813,600 | 1,569     |

## 같이 보기
- 잉글랜드의 행정 구역
- 잉글랜드의 지역